# Dominic Sessa
Dominic Sessa (Cherry Hill, Nueva Jersey, 25 de octubre de 2002) es un actor estadounidense.
Sessa es mejor conocido por su interpretación del adolescente con problemas Angus Tully, junto a Paul Giamatti, en la película coming-of-age de Alexander Payne Los que se quedan (2023).

## Biografía
Dominic Sessa nació en la ciudad de Cherry Hill, Nueva Jersey, el 25 de octubre de 2002. Asistió a la Deerfield Academy, una escuela secundaria preparatoria en Deerfield, Massachusetts. Participó activamente en el programa de teatro de la escuela actuando en las obras Antígona y Rumores y dirigiendo un extracto de A puerta cerrada. Sessa es actualmente estudiante de la Escuela de Drama Carnegie Mellon.
Sessa fue descubierto por la directora de casting Susan Shopmaker, quien ofreció a los estudiantes de la Deerfield Academy la oportunidad de hacer una audición para la película de Alexander Payne Los que se quedan, ya que la película usaba la academia como lugar de rodaje, siendo elegido para uno de los papeles protagónicos de la cinta. En septiembre de 2023, Sessa fue incluido como uno de los "10 actores a seguir en 2023" según la revista Variety.

## Filmografía
| Año  | Título            | Papel       | Notas       |
| ---- | ----------------- | ----------- | ----------- |
| 2023 | Los que se quedan | Angus Tully | Papel debut |